# Eunidia pseudodeceptrix
Eunidia pseudodeceptrix là một loài bọ cánh cứng trong họ Cerambycidae.